# Ulmet

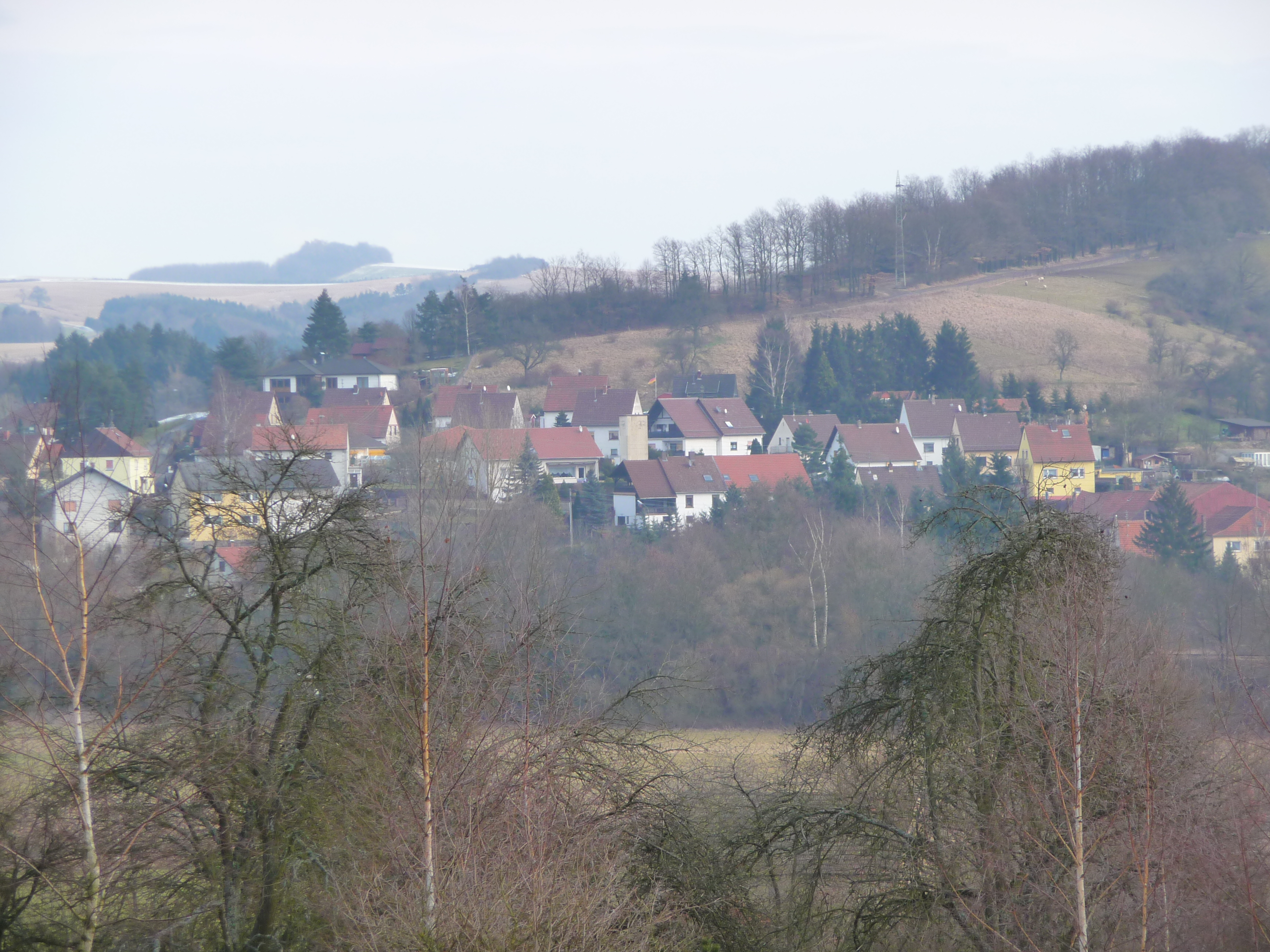
Blick auf Ulmet

Ulmet ist eine Ortsgemeinde im Landkreis Kusel in Rheinland-Pfalz. Sie gehört der Verbandsgemeinde Kusel-Altenglan an.

## Geographie

### Lage
Der Ort liegt im Nordpfälzer Bergland in dessen Teilbereich Kuseler Bergland. Zudem ist Ulmet Bestandteil der westpfälzischen Region Musikantenland. Nachbargemeinden sind – im Uhrzeigersinn – Rathsweiler, Niederalben, Sankt Julian, Welchweiler, Bedesbach, Erdesbach, Oberalben und Baumholder. Zu Ulmet gehören zusätzlich die Wohnplätze Felschbachhof und Mühlwieshof.

### Erhebungen
Ganz im Westen an der Gemarkungsgrenze zu Oberalben erstreckt sich der 460 Meter hohe Steinerne Mann. Weiter nordöstlich befindet sich der 403 Meter hohe Wartekopf, alternativ Brückenberg genannt.

### Gewässer
Ulmet befindet sich am Glan. Vor Ort nimmt er von rechts den Pelschbach und von links den Felschbach auf. Lediglich ein kurzes Stück vor ihrer Mündung in den Glan befindet sich die Steinalp innerhalb der Gemeindegemarkung.

## Geschichte
In einer Urkunde der Propstei St. Remigius von 1267 erscheint der Name Ulmet zum ersten Mal, und zwar als Olmone. Der Ort hieß 1364 Olmut, 1387 Olmüth, 1416 Olmud, 1422 Olmaon, Olmont, 1436 Olmudt, 1446 Olmut, 1456 Ollemont, 1460 Olmud und Olmudt, 1477 Olmuett, 1480 Olmüt, 1544 Olmeth, 1588 Ulmeth, Ulmüth, 1634 Olmeth, 1756 Ulmet. Die Mundartform wird mit ˈɔlməd wiedergegeben.
Der Ortsname wird auf lateinisch ulmētum ‚Ulmenhain‘ zurückgeführt. Eine andere Herleitung stellt ihn zu munt (aus lateinisch mons, montis ‚Berg‘) im Grundwort und dem Personennamen Ulo im Bestimmungswort.
Der auf der rechten Glanseite liegende Ortsteil Pielsbach erstreckt sich entlang des in den Glan mündenden gleichnamigen Baches und hieß ehemals 1364 Pilspach, 1377 Pyls-, Pelsbach, 1381 Pelesbach, 1446 Pelßbach, 1677 Pilsbach. Die Mundartform wird mit Peelschbach wiedergegeben. Der Bachname setzt einen vorgermanischen Gewässernamen Pelisa fort, dem in germanisch-deutscher Zeit das verdeutlichende Grundwort -bach angefügt wurde.
Im Winter 1783/84 führte der Glan vor Ort Hochwasser. Ulmet gehörte bis zur Französischen Revolution zum Herzogtum Pfalz-Zweibrücken.
Von 1798 bis 1814, als die Pfalz Teil der Französischen Republik (bis 1804) und anschließend Teil des Napoleonischen Kaiserreichs war, war der Ort in den Kanton Kusel und den Arrondissement de Birkenfeld eingegliedert und war Sitz einer Mairie. 1815 kam der Ort zunächst zum Kaisertum Österreich. Auf dem Wiener Kongress wurde er dem Königreich Bayern zugeschlagen. Von 1818 bis 1862 gehörte die Gemeinde weiterhin dem Kanton Kusel an und war Bestandteil des Landkommissariats Kusel, das 1862 im Bezirksamt Kusel und 1939 im Landkreis Kusel aufging.
Nach dem Zweiten Weltkrieg wurde Ulmet innerhalb der französischen Besatzungszone Teil des damals neu gebildeten Landes Rheinland-Pfalz. Im Zuge der ersten rheinland-pfälzischen Verwaltungsreform wurden Ulmet in die neu gebildeten Verbandsgemeinde Altenglan eingegliedert. Seit 2018 gehört der Ort zur Verbandsgemeinde Kusel-Altenglan.
Deutschlandweite Bekanntheit erlangte der Ort, als am 31. Januar 2022 während einer nächtlichen Polizeikontrolle auf der K22 zwischen Ulmet und Mayweilerhof eine 24-jährige Polizeischülerin und ein 29-jähriger Polizeioberkommissar erschossen wurden.

## Politik

### Bürgermeister
Klaus Jung wurde 2024 Ortsbürgermeister von Ulmet.
Sein Vorgänger war Klaus Klinck seit Juli 2014.
Klincks Vorgänger war Werner Mensch.

## Wappen
| Wappen von Ulmet | Blasonierung: „Durch einen blauen Wellenbalken von Silber und Gold geteilt, oben ein schreitender rotbewehrter und -bezungter blauer Löwe, unten die verschlungenen Großbuchstaben A und U.“ |
| Wappen von Ulmet | Wappenbegründung: Das Wappen geht auf ein Siegel aus dem 18. Jahrhundert zurück und bezieht sich auf das Amt Ulmet, nicht aber auf den Ort Ulmet. Das Unteramt Ulmet war dem Oberamt Lichtenburg untergeordnet. Der Löwe ist das Symbol für die Herrschaft der Grafen von Veldenz und später der Herzöge von Zweibrücken. Der blaue Wellenbalken stellt den Glan dar, der mitten durch Ulmet fließt. Die verschlungenen Buchstaben A und V für A(mt) V(lmet) sind in Siegeln des Amtes Ulmet seit 1753 überliefert. Am 4. April 1979 wurde das Wappen durch die Bezirksregierung Rheinhessen-Pfalz in Neustadt/Weinstraße genehmigt. |

## Kultur und Sehenswürdigkeiten

### Kulturdenkmäler
Im Ort befinden sich fünf Kulturdenkmäler. Darunter befindet sich die Pfarreikirche, die seit Jahrhunderten „Flurskapelle“ genannt wird; sie stammt aus dem Jahr 1091. Die Kappeler Brücke wurde erstmals 1542 erwähnt. Der Neubau von 1748 fiel dem Hochwasser 1784 zum Opfer. Seit dem darauffolgenden Wiederaufbau hat die Brücke bis heute Bestand.

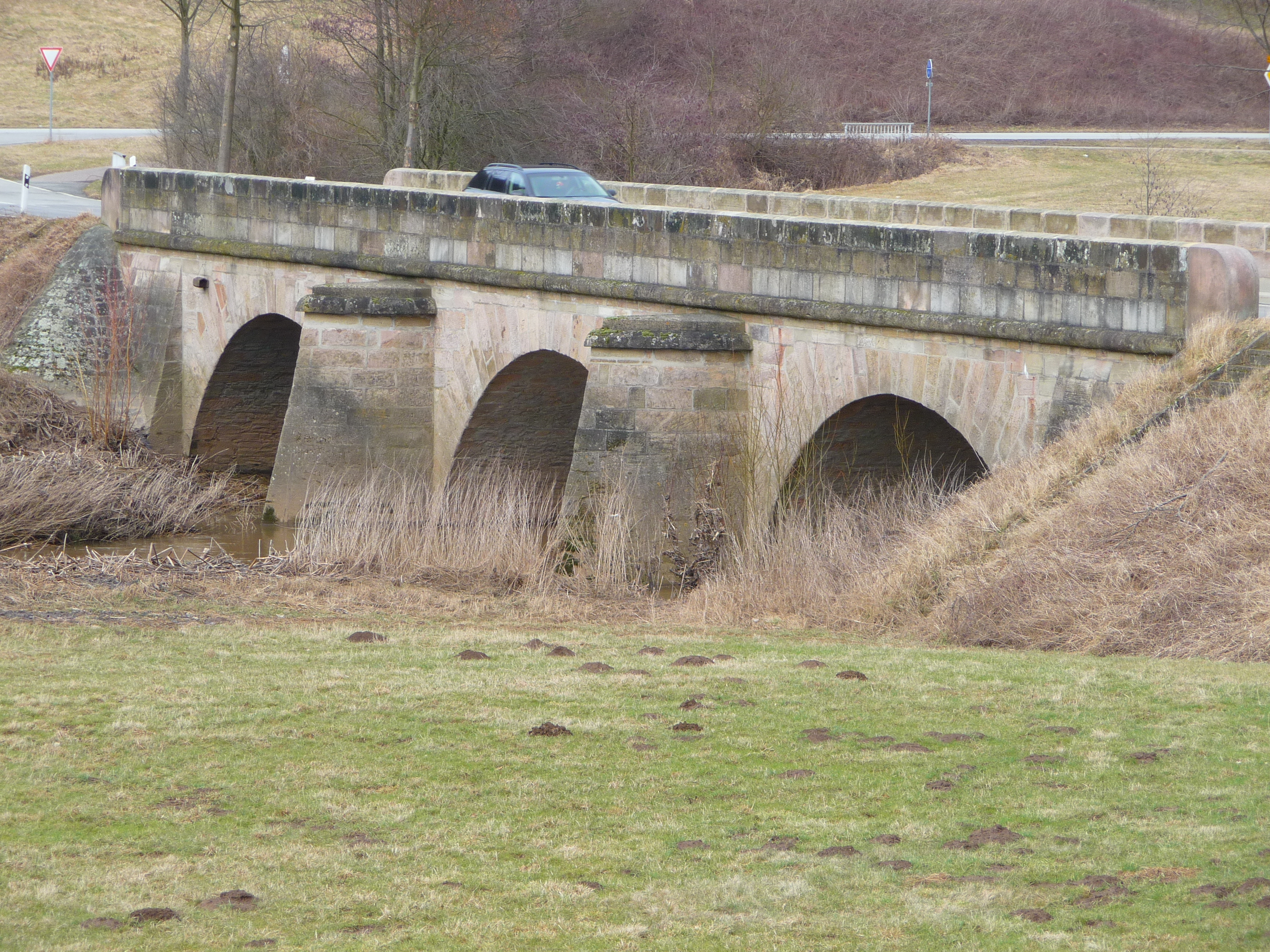
Kapeller Brücke
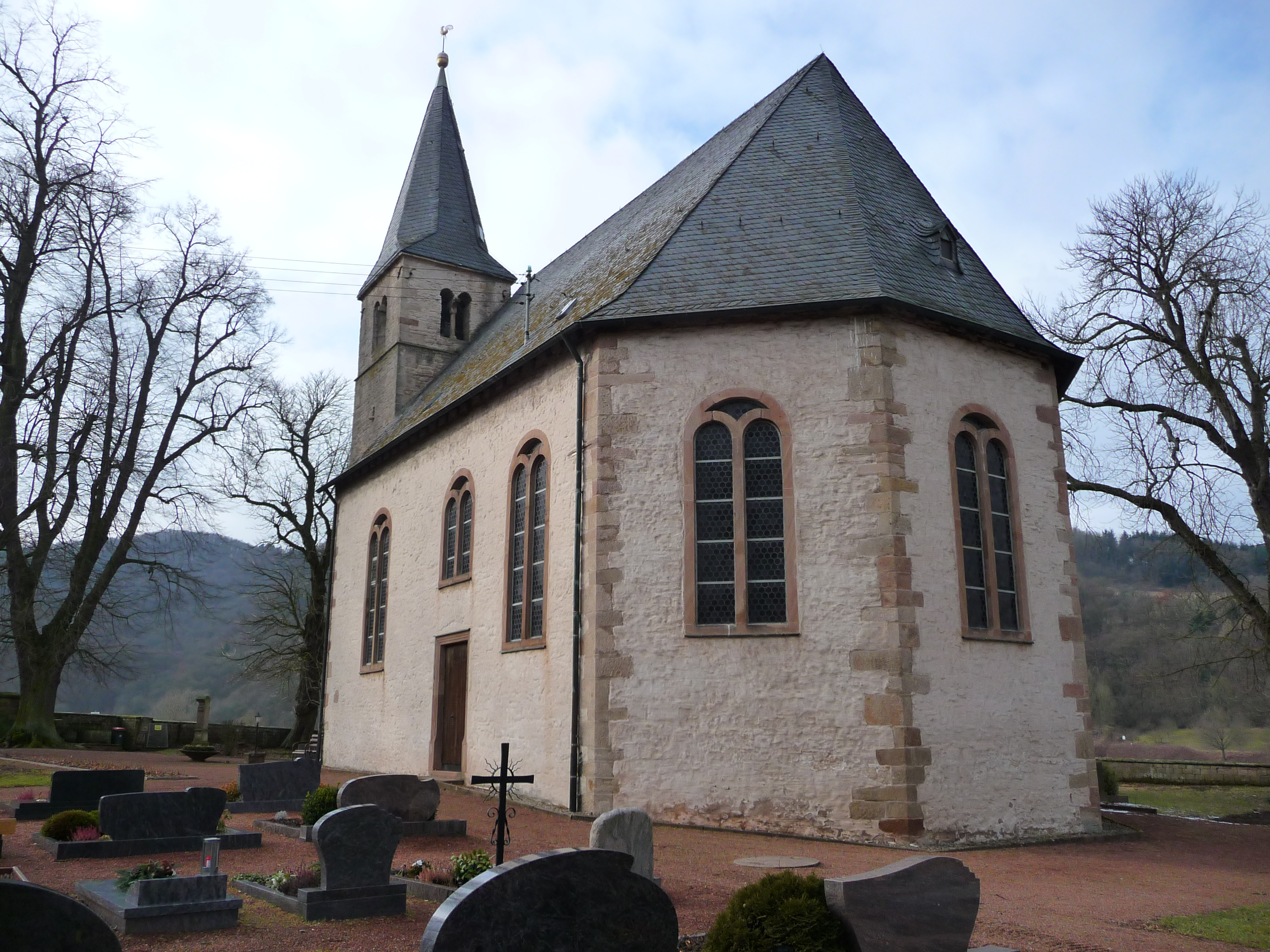
Flurskapelle

### Natur

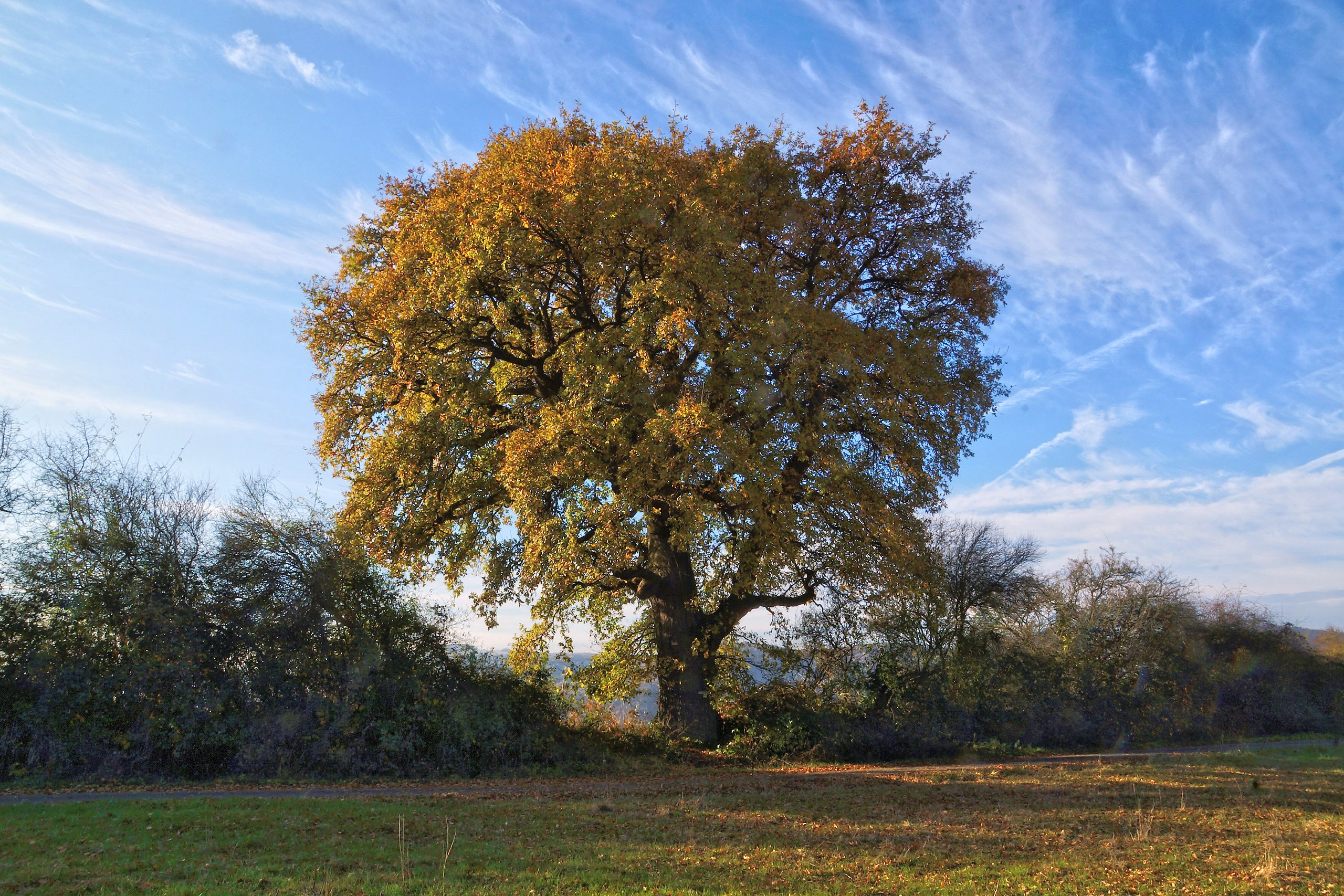
Naturdenkmal Kelteneiche

Im Gemeindegebiet befinden sich vier Naturdenkmale. Außerdem erstrecken sich die Naturschutzgebiete Steinalbmündung und Wartekopf teilweise über die Gemarkung von Ulmet.

## Wirtschaft und Infrastruktur

### Öffentliche Einrichtungen
In Ulmet gibt es einen Kindergarten und eine Grundschule.

### Verkehr
Die Bundesstraße 420 streift den westlichen Siedlungsrand. Die Kreisstraße 22 verbindet Ulmet mit Kusel. Die Kreisstraße 25 verbindet die Ortsmitte in beide Richtungen mit der Bundesstraße. Im Südwesten befindet sich die A 62. Ulmet ist über die Buslinien 270 und 271, die die Gemeinde mit Kusel und Lauterecken verbinden, an das Nahverkehrsnetz angeschlossen.
In Altenglan ist ein Bahnhof der Bahnstrecke Landstuhl–Kusel. Ulmet selbst verfügte ab 1904 einen Bahnhof an der inzwischen stillgelegten Glantalbahn. Der Personenverkehr kam 1985 zum Erliegen, der Güterverkehr sechs Jahre später.

### Tourismus
Ein acht Kilometer langer Gewässerlehrpfad verläuft von Ulmet bis nach Erdesbach.

## Söhne und Töchter der Gemeinde
- August Drumm (1862–1904), Bildhauer
- Theodor Zink  (1871–1934), Gründer des Theodor-Zink-Museums in Kaiserslautern